# NGC 384
NGC 384 là một thiên hà hình elip nằm trong chòm sao Song Ngư. Nó được phát hiện vào ngày 4 tháng 11 năm 1850 bởi Bindon Stoney. Nó được Dreyer mô tả là "khá mờ nhạt, khá nhỏ, phía tây nam của 2.", cái còn lại là NGC 385. Cùng với các thiên hà NGC 375, NGC 379, NGC 382, NGC 383, NGC 385, NGC 386, NGC 387 và NGC 388, NGC 384 tạo thành một cụm thiên hà có tên Arp 331.